# 福岡大学筑紫病院

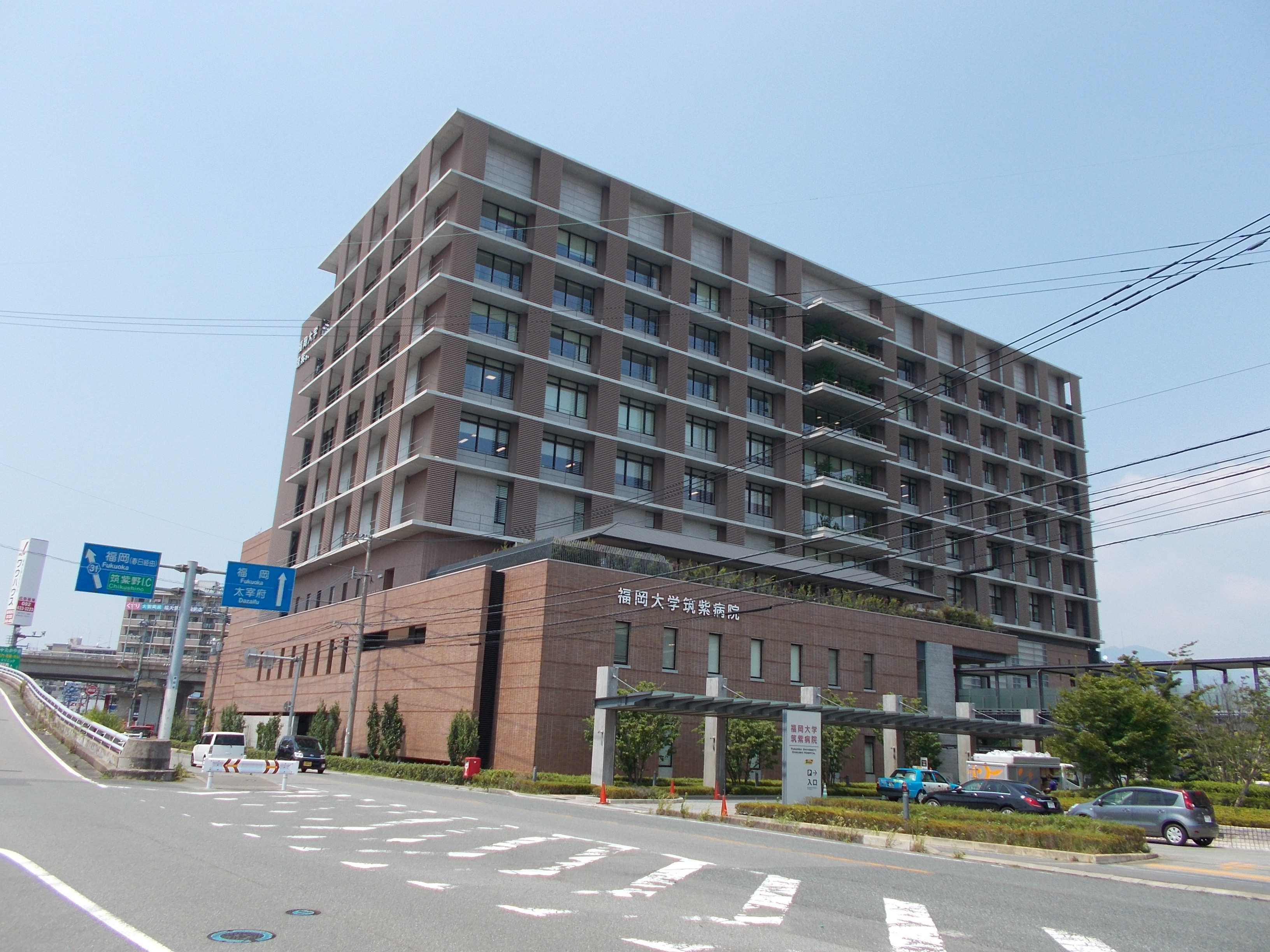
福岡大学筑紫病院

福岡大学筑紫病院（ふくおかだいがくちくしびょういん）は、福岡県筑紫野市にある医療機関で、学校法人福岡大学が設置する大学病院である。

## 沿革
- 1985年（昭和60年） - 福岡大学の第二病院として筑紫野市に開設  （内科消化器科・小児科・外科・整形外科・脳神経外科・放射線科・麻酔科）。
- 1990年（平成2年） - 泌尿器科・眼科・耳鼻咽喉科の診療開始
- 1991年（平成3年） - 内科消化器科を 内科と消化器科に組織変更
- 1994年（平成6年） - 内科を 内科第一（循環器科）と内科第二（内分泌・代謝・呼吸器科）に組織変更
- 1996年（平成8年） - リウマチ科を追加標榜
- 1998年（平成10年） - 循環器科を追加標榜
- 2003年（平成15年） - 病院群輪番制（休日夜間二次）に参加
- 2004年（平成16年） - 筑紫地区小児救急医療病院群輪番制に参加
- 2005年（平成17年）
  - - 二次救急医療病院群輪番制参加（内科系・外科系）
  - - 救急告示病院認定
  - - 開放型病院認定
- 2007年（平成19年） - 地域医療支援病院認定
- 2010年（平成22年） - 内科第一を 循環器内科、消化器科を 消化器内科、耳鼻咽喉科を 耳鼻いんこう科に組織名称を変更。内科第二を 内分泌・糖尿病内科と呼吸器内科に組織変更
- 2011年（平成23年） - 循環器科を 循環器内科、消化器科を 消化器内科、耳鼻咽喉科を 耳鼻いんこう科に標榜科を変更。 内分泌・糖尿病内科、呼吸器内科を追加標榜
- 2012年（平成24年） - IBD（炎症性腸疾患）センターを開設
- 2013年（平成25年）
  - - 九州国際重粒子線がん治療センターと医療機能連携協定を締結
  - - 新病院開院
- 2014年（平成26年） - 消化器外科、呼吸器外科、救急科、リハビリテーション科、病理診断科、皮膚科を追加標榜
- 2016年（平成28年）
  - - 診療組織として炎症性腸疾患(IBD)センター、脳卒中センター、緩和ケアセンターを開設
  - - 地域がん診療病院指定

## 概要
- 開設年 - 1985年（昭和60年）6月
- 診療科 - 21科（標榜）
- 病床数 - 310床（一般308床、感染2床）
- 建物構造 - 鉄筋鉄骨コンクリート造（免震構造）地上9階

## 診療科
- 内科
- 循環器内科
- 内分泌・糖尿病内科
- 呼吸器内科
- 消化器内科
- 小児科
- 外科
- 消化器外科
- 呼吸器外科
- 整形外科
- リウマチ科
- 脳神経外科
- 皮膚科
- 泌尿器科
- 眼科
- 耳鼻咽喉科
- 放射線科
- 救急科
- 麻酔科
- リハビリテーション科
- 病理診断科

## 医療機関の指定等
- 小児慢性特定疾患治療
- 健康保険法による保険医療機関
- 国民健康保険法による療養取扱機関
- 生活保護法による指定医療機関
- 結核指定医療機関
- 労働者災害補償保険法による指定医療機関
- 特定疾患治療
- 被爆者一般疾病医療機関
- 臨床修練指定病院（外国医師・外国歯科医師）
- 先天性血液凝固因子障害等治療（欠乏症）
- 原子爆弾被爆者健康診断実施委託契約医療機関
- 障害者自立支援法指定自立支援医療機関：育成医療
- 障害者自立支援法指定自立支援医療機関：更生医療（整形外科に関する医療）
- 障害者自立支援法指定自立支援医療機関：更生医療（心臓脈管外科に関する医療）
- 障害者自立支援法指定自立支援医療機関：更生医療（眼科に関する医療）
- 障害者自立支援法指定自立支援医療機関：更生医療（小腸に関する医療）
- 障害者自立支援法指定自立支援医療機関：精神通院医療
- 救急告示病院
- 地域医療支援病院
- DPC対象病院
- 第二種感染症指定医療機関
- 地域がん診療病院

## 交通
- 西鉄大牟田線朝倉街道駅下車　徒歩3分
- JR九州鹿児島本線天拝山駅下車　徒歩3分